# 索爾珀河
51°22′5.57″N 7°58′43.21″E / 51.3682139°N 7.9786694°E
索爾珀河（德語：Sorpe），是德國的河流，位於該國西部，處於北萊茵-威斯特法倫州，屬於勒爾河的左支流，河道全長18.6公里，流域面積57.2平方公里。